# Dactylagnus
Dactylagnus är ett släkte av fiskar. Dactylagnus ingår i familjen Dactyloscopidae.
Arter enligt Catalogue of Life och Fishbase:
- Dactylagnus mundus
- Dactylagnus parvus
- Dactylagnus peratikos